# I Do Like to be Beside the Seaside
I Do Like to be Beside the Seaside is een Brits variétélied dat voor het eerst in 1909 werd opgenomen door Mark Sheridan. Het lied is een compositie van John H. Glover-Kind uit 1907 en refereert aan de periode waarin zomervakanties aan de kust een populaire tijdsbesteding voor de werkende klasse werden.
In de eerste strofe beschrijft het lied hoe mensen het hele jaar lang hun geld opsparen om zich een vakantie aan zee te kunnen veroorloven; dit wordt gevolgd door het refrein, Oh, I do like to be beside the seaside!. De tweede strofe gaat over een inbreker genaamd William (Bill) Sykes, die door een politieagent in de kraag wordt gevat en ’s anderendaags door een rechter wordt veroordeeld. De rechter zegt: „Ik stuur u een poosje weg” (bedoeld wordt: naar de gevangenis), waarop Bill antwoordt: „Hoe vriendelijk van u, indien het u om het even is waar ik mijn vakantie doorbreng ...” Hierop wordt het refrein herhaald:
Oh, I do like to be beside the seaside,
I do like to be beside the sea,
I do like to stroll upon the prom, prom, prom,
Where the brass bands play ‘tiddely-pom-pom-pom’.
So just let me be beside the seaside;
I’ll be beside myself with glee,
And there’s lots of girls beside,
I should like to be beside,
Beside the seaside, beside the sea.
Het lied is een bekend deuntje in het Verenigd Koninkrijk en kent vele culturele referenties, zo wordt het door de Britse rockgroep Queen gebruikt in het nummer Seven seas of Rhye.